# Municipio de West Deerfield
El municipio de West Deerfield (en inglés: West Deerfield Township) es un municipio ubicado en el condado de Lake en el estado estadounidense de Illinois. En el año 2010 tenía una población de 31077 habitantes y una densidad poblacional de 670,63 personas por km².

## Geografía
El municipio de West Deerfield se encuentra ubicado en las coordenadas 42°11′43″N 87°51′28″O / 42.19528, -87.85778. Según la Oficina del Censo de los Estados Unidos, el municipio tiene una superficie total de 46.34 km², de la cual 46.07 km² corresponden a tierra firme y (0.59%) 0.27 km² es agua.

## Demografía
Según el censo de 2010, había 31077 personas residiendo en el municipio de West Deerfield. La densidad de población era de 670,63 hab./km². De los 31077 habitantes, el municipio de West Deerfield estaba compuesto por el 92.04% blancos, el 1.03% eran afroamericanos, el 0.1% eran amerindios, el 4.92% eran asiáticos, el 0.02% eran isleños del Pacífico, el 0.69% eran de otras razas y el 1.21% pertenecían a dos o más razas. Del total de la población el 2.76% eran hispanos o latinos de cualquier raza.